# Lan Xang

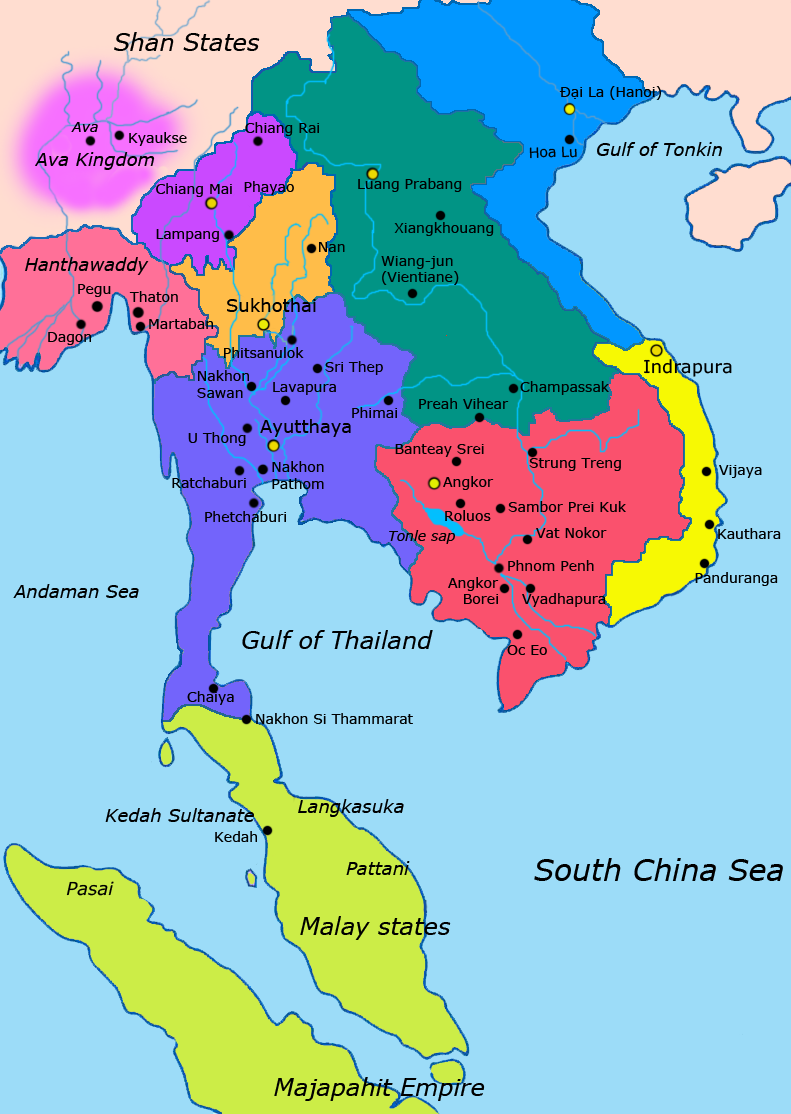
Mapa do Sudeste Asiático em 1400 mostrando o Reino Quemer em vermelho, o Reino de Aiutaia (Sião) em violeta, o Reino de Lan Xang em verde, o Reino de Sucotai em laranja, o Champa em amarelo, o reino de Lanna em roxo, o Dai Viet em azul e outros Estados vizinhos

O reino do Laos de Lan Xang Hom Khao existiu como um reino unificado no período de 1354 a 1707. Por três séculos e meio, Lan Xang foi um dos maiores do Sudeste Asiático. Os "milhões de elefantes sob o guarda-sol branco", que o nome do reino faz alusão, referiam-se ao poder da realeza e a formidável máquina de guerra existente na época.
O reino é o precursor do país do Laos e a base para a histórica identidade cultural e nacional. 
Em 1353, o rei quemere de Angcor casou a sua filha com o príncipe lao Fa Ngum e o ajudou a fundar o primeiro estado laosiano, o reino independente de Lan Xang, com capital em Luang Prabang, o qual, por um determinado período, foi muito poderoso. Entre 1353 e 1371, Fa Ngum conquistou extensos territórios, que, além do Laos, abrangiam grande parte do norte e leste da futura Tailândia, e introduziu o budismo. Entre 1373 e 1548, os seus sucessores rechaçaram o grupo tai e anexaram o vizinho reino de Lan Na (Chiang Mai), quando o Estado obteve sua máxima expansão. Em 1563, Vientiane tornou-se a capital do país.
Entre 1574 e 1591, o território do Laos foi atacado e destruído pelas forças birmanesas. Após um período de anarquia no século XVII, seguido do longo e próspero reinado de Souligna-Vongsa (Suliyavongsa), considerado a idade de ouro do Laos (1637–1694), Lan Xang entrou em decadência na primeira década do século XVIII. Ainda no século XVIII, hostilizado pelos vizinhos e por suas minorias tribais, Lanxang foi dividido entre os reinos de Champassak, Luang Prabang (norte) e Vientiane (sul).